# Копилов Сергій Володимирович
Копилов Сергій Володимирович (29 липня 1960) — радянський велогонщик.
Бронзовий призер Олімпійських Ігор 1980 року в спринті.
Чемпіон світу з трекових велоперегонів 1981 (аматорський спринт), 1982 (аматорський спринт), 1983 (гіт на 1 км) років, срібний призер 1983 року в аматорському спринті, бронзовий призер 1981 року в гіті на 1 км.